# 伊東裕
伊東 裕（いとう ゆう、1992年 - ）は、日本のチェロ奏者である。

## 人物・経歴
奈良県生駒市生まれ。母親が自宅でヴァイオリンを教え、姉も4歳から習っていたことから、物心つく前からヴァイオリンの音色に囲まれて育つ。ヴァイオリンを始めるが、幼少期は反抗心が強く親の言うことに反発しており、6歳から母の勧めでチェロを始め、斎藤建寛（相愛大学名誉教授）に師事する。
一時中断していたが、小学校2年生時から小規模なコンクールに出場し始め、4年生（2002年）のときに泉の森ジュニアチェロコンクールにて、ダーヴィト・ポッパーの『ガヴォット』を演奏し銀賞を獲得。6年生（2004年）のときには、同コンクールで、ハイドンの『チェロ協奏曲第1番』で金賞を受賞。また、 日本演奏家コンクール小学生部門第1位、及びグランプリを受賞している。また、TV番組の影響で2年生から空手を習う。
中学校では陸上部に入り、短距離（1,500m）に励む。中学2年生時（2006年）に、泉の森ジュニアチェロコンクールにて、サン＝サーンスの『チェロ協奏曲第1番』で金賞を受賞。2006年より京都フランス音楽アカデミーにてフィリップ・ ミュレールのマスタークラスを受講し、同アカデミー推薦にて京都リレーコンサートに出演。また、2007年には大阪国際音楽コンクールにて中学生部門第1位、及びジャーナリスト賞、大阪府知事賞受賞。
県内一の公立進学校である奈良県立奈良高等学校に進学し、高校1年生で日本音楽コンクールチェロ部門で第一位になり、徳永賞を受賞。高校2年生まで理系クラスに在籍していたが、音大進学を考え文転する。相愛大学附属音楽室にてピアノとフルートの研鑽を積み、上記コンクールにて高く評した山崎伸子のいる東京芸術大学へ進学する。
東京芸術大学音楽部器楽科在学中、2年生まで山崎伸子のもとで基礎から見直す。山崎が大学を去った後は、中木健二に大学を首席で卒業してから大学院まで師事する。室内楽にもとりくみ、大学2年生（2013年）のときにカルテット・アルパを結成、2016年にバンフ国際弦楽四重奏コンクール（於カナダ）に参加し、Career Development Awardsを受賞。同年、葵トリオを結成し、2018年に第67回ARDミュンヘン国際音楽コンクールでトリオ部門としては日本初の金賞を受賞。2015年、2016年には松尾学術振興財団より助成を受ける。
2016年より、ザルツブルク・モーツァルテウム大学へ留学し、エンリコ・ブロンツィに師事する。
2019年から2022年夏頃まで、葵トリオの3人で、ミュンヘン音楽・演劇大学へ留学。
2022年、 東京都交響楽団に入団、チェロ首席奏者となる。
学生時代に参加した北九州国際音楽祭でのベートーヴェンの『運命』、『田園』や小澤国際室内楽アカデミー奥志賀の成果発表会において聴いた、小澤征爾が指揮するチャイコフスキーの『弦楽セレナード』に感動し、オーケストラに強い関心を抱く。
先述の斎藤建寛、山崎伸子、中木健二、E・ブロンツィらに以外に向山佳絵子、D・モメルツに師事。
札幌交響楽団、名古屋フィルハーモニー交響楽団、関西フィルハーモニー管弦楽団（大阪府門真市）、長岡京室内アンサンブル、 日本センチュリー交響楽団（大阪府豊中市）、神戸市室内合奏団、藝大フィルなどと協演。小澤国際室内楽アカデミー・音楽塾オーケストラ、中之島国際音楽祭（大阪府大阪市北区）、いこま国際音楽祭（奈良県生駒市）、ムジークフェストなら、武生国際音楽祭、北九州国際音楽祭、宮崎国際音楽祭、東京・春・音楽祭等に参加。NHK-FMリサイタル・ノヴァ、クラシック倶楽部、トッパンホールランチタイムコンサート、紀尾井ホール「明日への扉」、JTが育てるアンサンブルシリーズなどに出演。
サントリーホール室内楽アカデミー第3期フェロー、シャネル・ピグマリオン・デイズ 室内楽シリーズ参加アーティスト、ラ・ルーチェ弦楽八重奏団、紀尾井ホール室内管弦楽団メンバー、東京都交響楽団チェロ首席奏者。
ヤマハ音楽支援制度2011年度奨学生。(公財)青山財団2014年度奨学生。(公財)ローム音楽財団2017年度奨学生。

## 受賞歴
- 2002年：第4回日本演奏家コンクール　小学生部門　1位、及びグランプリ受賞。

　　　　　　泉の森ジュニアチェロコンクール　小学生部門　金賞。
- 2004年：泉の森ジュニアチェロコンクール　小学生部門　金賞。
- 2006年：泉の森ジュニアチェロコンクール　中学生部門　金賞。
- 2007年：第7回大阪国際音楽コンクール　中学生部門　第1位、及びジャーナリスト賞、大阪府知事賞。
- 2008年：第77回日本音楽コンクール　チェロ部門　第一位、及び徳永賞。
- 2016年：バンフ国際弦楽四重奏コンクール　Career Development Awards。
- 2018年：第67回ARDミュンヘン国際音楽コンクール　トリオ部門　金賞。

大学在学中、 福島賞、安宅賞、アカンサス音楽賞、三菱地所賞受賞。